# Crepidodera aereola
Crepidodera aereola är en skalbaggsart som först beskrevs av J. L. Leconte 1857.  Crepidodera aereola ingår i släktet Crepidodera och familjen bladbaggar. Inga underarter finns listade i Catalogue of Life.